# Philippe Lejeune (cavalier)
Pour les articles homonymes, voir Philippe Lejeune et Lejeune.
Philippe Lejeune, né à Uccle le 15 juin 1960, est un cavalier de saut d'obstacles belge.
En 2010, lors des Jeux équestres mondiaux à Lexington, il est sacré champion du monde. Il occupe la 95e place de la FEI Longines Ranking List en novembre 2013.

## Biographie

### Jeunesse et formation
Philippe Lejeune est né le 15 juin 1960 à Uccle, en Belgique. 
Son père lui transmet sa passion des animaux et Philippe commence à monter à poney à 7 ans. À 12 ans, il reçoit son premier cheval et commence les compétitions de saut d'obstacles. Il se classe 4e lors de son premier concours national en 110 cm. Trois ans plus tard, il obtient la 10e place de la "Finale de la Botte d'Or" lors du Jumping de Bruxelles avec Gentleman Jim et il décide alors de devenir cavalier professionnel. En stage chez le cavalier belge Eric Wauters, il participe à plusieurs concours internationaux juniors, dont les Championnats d'Europe, la Finale de la Botte d'Or ...
À 18 ans, il change d'écuries et monte les jeunes chevaux de l'éleveur Maurice Olivier pendant cinq ans. Il remporte le Championnat des 6 ans dès la première année de leur partenariat.

### 1982 - 1992: Ascension au plus haut niveau
En 1982, Philippe participe à sa première Coupe des nations à Rome avec Starlight, une prometteuse jument de 8 ans. L'année suivante, l'arrivée de Mister Mundy dans ses écuries lui permet de commencer sa carrière en haut niveau. Ensemble ils remportent le Jumping de Bruxelles, le CSIO de Belgique à Chaudfontaine, et ils signent un triple sans-faute dans la Coupe des nations de Rotterdam. Le jeune cavalier de 23 ans se fait remarquer par Nelson Pessoa qui lui demande de travailler pour lui. Avec Faon Rouge, un cheval du champion brésilien, il remporte le Championnat de Belgique en 1983. Il part ensuite en Suisse pendant 3 ans pour monter les chevaux de Monsieur Robbiani. Avec sa jument Nistria il participe aux Championnats d'Europe de St-Gall en 1987, et remporte son premier Grand Prix Coupe du monde devant son public à Anvers. En revenant de Suisse, il travaille un an chez François Mathy à Aywaille.

### 1992 - 2010: Voyages en Europe
En 1992, Philippe s'installe dans ses écuries à Baudour et embauche Patrick Mc Entee comme cavalier. En trois ans, il remporte les Masters de Stuttgart, Malines et Zurich et le Grand Prix Coupe du monde de Genève avec Shogun. Il participe également aux Championnats du monde de la Haye. En 1996, il repart en Suisse pendant trois ans et fait principalement des concours nationaux. Il revient en Belgique avec 6 chevaux et loue des écuries à Bornival puis à Loupoigne. En 2000, il décide d'acheter une propriété à Lennik pour y installer ses propres écuries. Les victoires se multiplient avec Maike, une jument KWPN puis avec Nabab de Rêve, un étalon BWP par Quidam de Revel. Son important piquet de chevaux lui permet de briller pendant plusieurs années lors des plus grands concours internationaux.

### 2010 - 2012: Titre de Champion du Monde et Jeux olympiques
En 2010, il participe aux Jeux équestres mondiaux de Lexington avec Vigo d'Arsouilles, un étalon BWP qu'il monte depuis 2007. L'équipe belge remporte la médaille de bronze et Philippe se qualifie pour la Finale Tournante à quatre. En effectuant 4 parcours sans-faute avec Vigo, HH Rebozo, Seldani di Campalto et Hickstead, il est sacré Champion du Monde. Ce titre lui permet de recevoir le Trophée national du Mérite sportif en 2010 et d'être honoré du titre de Commandeur de l'Ordre de Léopold par le roi belge Albert II en juillet 2012,. Grâce à sa régularité, il est sélectionné pour les Jeux olympiques de Londres, qui marquent la dernière compétition de Vigo d'Arsouilles avant sa retraite. Malheureusement, l'équipe belge termine 13e et une blessure au pied du cheval a empêché le couple de continuer le Championnat en individuel.

## Palmarès mondial
Ses principaux résultats en compétitions :
- 1975 : 10e de la Finale de la Botte d'Or lors du Jumping de Bruxelles (Belgique) avec Gentleman Jim
- 1983 : 
  - Vainqueur du Jumping de Bruxelles et du CSIO de Belgique à Chaudfontaine avec Mister Mundy
  -   Champion de Belgique avec Faon Rouge 
  - 5e du Grand Prix du Jumping de Bruxelles et 3e du Grand Prix du Jumping international de Bordeaux avec Faon Rouge
- 1988 : 
  - 4e du Grand Prix Coupe du monde de Bercy avec Nistria
  -  Vainqueur du Grand Prix Coupe du monde d'Anvers (Belgique) avec Nistria
- 1992 : 
  -  Vainqueur des Masters de Stuttgart (Allemagne), Malines (Belgique) et Zurich (Suisse) avec Shogoun 
  -  Vainqueur du Grand Prix Coupe du monde de Genève (Suisse) avec Shogoun
- 1994 :
  - Vainqueur du Grand Prix de Caen avec Shogoun
  - Vainqueur des Masters de Zurich avec Governor
  - 4e du Grand Prix Coupe du monde de Berlin avec Governor
  - 6e des Grands Prix Coupe du monde de Malines et Londres avec Governor
- 1995 :
  - 2e du Grand Prix de Leeuwarden (Pays-Bas) avec Valiska Forver
  - 7e du Grand Prix Coupe du monde de Bois-le-Duc (Pays-Bas) avec Roby Foulards Blue Chip
- 1996 :
  - 2e du Grand Prix de Waterloo (Belgique) avec Valiska Forver
  - 3e  du Grand Prix de Lugano (Suisse) avec Bodyguard
  - 4e du Grand Prix de Liège (Belgique) avec Valiska Forver
- 1997 :
  - Vainqueur de la Puissance lors du Jumping de Bruxelles avec Valiska Forver
  - 7e du Grand Prix de Bruxelles avec Double O Seven
- 1998 :
  - Vainqueur du Grand Prix de Liège avec Candy Floss
  - Vainqueur du Derby de Lummen (Belgique) avec Valiska Forver
- 1999 :
  - Vainqueur du Grand Prix de Liège avec Candy Floss
  - 2e du Grand Prix de Paris-Jardy avec Candy Floss
- 2000 :
  - 2e du Grand Prix Coupe du monde de Malines avec Double O Seven
  - 8e du Grand Prix Coupe du monde de Genève avec Double O Seven
- 2001 :
  - Vainqueur de la Coupe des nations d'Aix-la-Chapelle (Allemagne) avec Nabab de Rêve
  - 2e de la Coupe des nations de La Baule avec Nabab de Rêve
- 2002 : 
  -   Médaille de bronze par équipes aux Jeux équestres mondiaux de Jerez de la Frontera (Espagne) avec Nabab de Rêve 
  - 2e des Coupes des nations de Lucerne (Suisse) et Donaueschingen (Allemagne) avec Nabab de Rêve
- 2003 :
  - Vainqueur du Derby de La Baule avec Double O Seven
  -  Vainqueur du Grand Prix Coupe du monde de Zurich (Suisse) avec Maike 
  - 2e des Masters de Zurich avec Nabab de Rêve
- 2004 :
  - Vainqueur de la Coupe des nations de Lummen avec Karioka dell Follée
  - 2e des Coupes des nations de Lucerne et Amsterdam avec Kashmir vh Schuttershof
- 2005 :
  - 4e du Championnat de Belgique avec Karioka dell Follée
  - 7e du Derby de La Baule avec Sarah de St-Pierre
- 2006 :
  - 2e du Derby de Lummen avec Johan Mury Marais
  - Vainqueur du Grand Prix de Gesves (Belgique) avec Gentleman
- 2007 :
  - Vainqueur du Grand Prix de Royan avec Vigo d'Arsouilles
  - 2e du Derby de La Baule avec Ulysse
  - 2e du Grand Prix de Gijón (Espagne avec Vigo d'Arsouilles
- 2008 :
  - Vainqueur du Prix Future Elite lors du CSIO de La Baule avec Carlina
  - Vainqueur de la Coupe des nations de La Baule avec Vigo d'Arsouilles
  -  Champion de Belgique avec Vigo d'Arsouilles 
  - Vainqueur du Prix EADS lors du Global Champions Tour de Chantilly avec Ulysse
- 2009 :
  - Vainqueur du Prix Arena lors du CSI-5* de Liège avec Leo du Prairial
  - 2e des Coupes des nations de Lummen et St-Gall avec Vigo d'Arsouilles
  - Vainqueur du Prix Catherine de Buyl lors du CSIW-5* de Malines avec Leo du Prairial
- 2010 : 
  - Vainqueur du Rolex Speed Challenge lors du CSI-5* de Bruxelles avec Leo du Prairial
  -  Médaille de bronze par équipe aux Jeux équestres mondiaux de Lexington aux États-Unis avec Vigo d'Arsouilles 
  -  Champion du monde en individuel aux Jeux équestres mondiaux de Lexington aux États-Unis avec Vigo d'Arsouilles
- 2011 :
  - 2e de la Coupe des nations de La Baule avec Vigo d'Arsouilles
  - 4e du Derby de La Baule avec Querlybet Hero
  - 4e du Grand Prix de La Baule avec Vigo d'Arsouilles
  - Champion de Belgique des 6 ans avec Auxerre lors du Championnat de Belgique Jeunes Chevaux à Gesves
  - Vainqueur du Critérium des 7 ans avec Eclypse lors du Championnat de Belgique Jeunes Chevaux à Gesves
- 2012 :
  - Vainqueur de la Coupe des nations de La Baule avec Vigo d'Arsouilles
  - 2e du Grand Prix de La Baule avec Vigo d'Arsouilles
  - 2e du Championnat de Belgique de Lanaken avec Carlino STX
- 2013 :
  - 2e du Grand Prix de l'Hippodrome de Wallonie avec Once de Kreisker lors du CSI3* de Mons